# Scomberomorus commerson
Scomberomorus commerson és una espècie de peix de la família dels escòmbrids i de l'ordre dels perciformes.

## Morfologia
Els mascles poden assolir els 240 cm de longitud total i els 70 kg de pes.

## Distribució geogràfica
Es troba des del Mar Roig i Sud-àfrica fins al sud-est d'Àsia, Xina, Japó, el sud-est d'Austràlia i Fidji. Ha penetrat a la Mediterrània oriental a través del Canal de Suez i també es troba a Santa Helena.